# Bella Vista (Alto Beni)
Bella Vista ist eine Ortschaft im Departamento La Paz im südamerikanischen Anden-Staat Bolivien.

## Lage im Nahraum
Bella Vista (früher auch: Santa Ana de Alto Beni) ist zentraler Ort des Kanton Santa Ana de Alto Beni im Municipio Alto Beni in der Provinz Caranavi. Die Ortschaft liegt in den bolivianischen Yungas auf einer Höhe von 869 m in den nordwestlichen Ausläufern der Cordillera de Cocapata, wenige Kilometer südwestlich des Río Alto Beni.

## Geographie
Bella Vista liegt im Übergangsbereich zwischen dem andinen Altiplano und dem bolivianischen Tiefland. Das Klima ist ein typisches Tageszeitenklima, bei dem die mittleren Temperaturschwankungen im Tagesverlauf deutlicher ausfallen als im Jahresverlauf.
Die Jahresdurchschnittstemperatur liegt bei 25,5 °C und schwankt im Jahresverlauf nur unwesentlich zwischen 23 °C im Juni/Juli und 27 °C im November/Dezember (siehe Klimadiagramm Caranavi). Der Jahresniederschlag erreicht eine Höhe von fast 1500 mm, und bis auf eine kurze Trockenzeit im Juni/Juli ist das Klima ganzjährig feucht mit Monatsniederschlägen von über 200 mm von Dezember bis Februar.

## Verkehrsnetz
Bella Vista liegt in einer Entfernung von 215 Straßenkilometern nordöstlich von La Paz, der Hauptstadt des gleichnamigen Departamentos.
Von La Paz führt die Nationalstraße Ruta 3 über Coroico und Caranavi in nordöstlicher Richtung bis zur Brücke über den Río Alto Beni. Dreizehn Kilometer vor der Überquerung des Alto Beni zweigt eine unbefestigte Landstraße in nördlicher Richtung von der Ruta 3 ab, erreicht nach einem Kilometer Bella Vista, und führt dann weiter über Santa Rosa nach Sararia am Ufer des Río Alto Beni.

## Bevölkerung
Die Einwohnerzahl der Ortschaft ist in den vergangenen Jahrzehnten leicht rückläufig:
| Jahr | Einwohner | Quelle       |
| ---- | --------- | ------------ |
| 1992 | 263       | Volkszählung |
| 2001 | 269       | Volkszählung |
| 2012 | 217       | Volkszählung |
| 2024 |           | Volkszählung |

Die Region weist einen hohen Anteil an Aymara-Bevölkerung auf, in der Provinz Caranavi sprechen 57,8 Prozent der Bevölkerung die Aymara-Sprache.